# Trappistenabtei Düsseltal

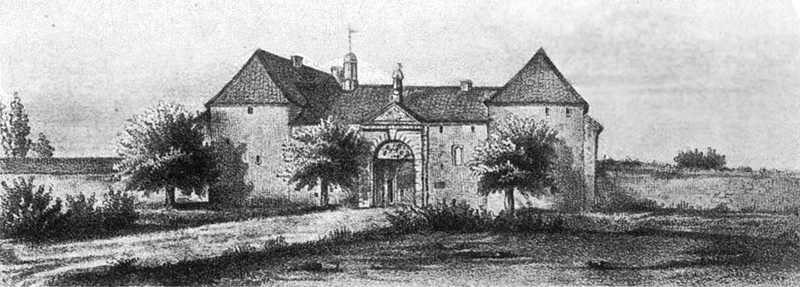
Das 1716 erbaute Torhaus der Trappisten-Abtei Düsselthal (Zeichnung von 1904)

Die Trappistenabtei Düsseltal (auch: Düsselthal) war von 1701 bis 1804 ein Kloster der Zisterzienser der strengeren Observanz in Düsseldorf-Düsseltal in Nordrhein-Westfalen.

## Geschichte
Der Kölner Domherr (und spätere Titularerzbischof von Edirne) Adam Daemen († 1717) stiftete für Trappistenmönche aus der Abtei Orval, die unter dem Reformabt Charles de Bentzeradt (1635–1707) großen Zulauf hatte, ein Kloster auf der ehemaligen Rheininsel Löricker Werth in Büderich (Meerbusch). Die ersten Mönche kamen 1694 an. 1701 wurde das Kloster Insula Felix („glückliche Insel“) eingeweiht. Die Insel (heute Festland) war bekannt als Mönchinsel oder Mönchenwerth. Da die Trappisten am Ort nicht gut gelitten waren und zudem unter häufigen Überschwemmungen zu leiden hatten, wurde das Kloster 1708 ins Düsseltal verlegt und dort 1714 vom Priorat zur Abtei erhoben. Die Mönche, die anfänglich in den Speckerhöfen wohnten, waren als „Speckermönche“ bekannt. 1803 wurde ihr Kloster aufgelöst. Später beherbergte es die Rettungsanstalt Düsseltal für Waisenkinder.

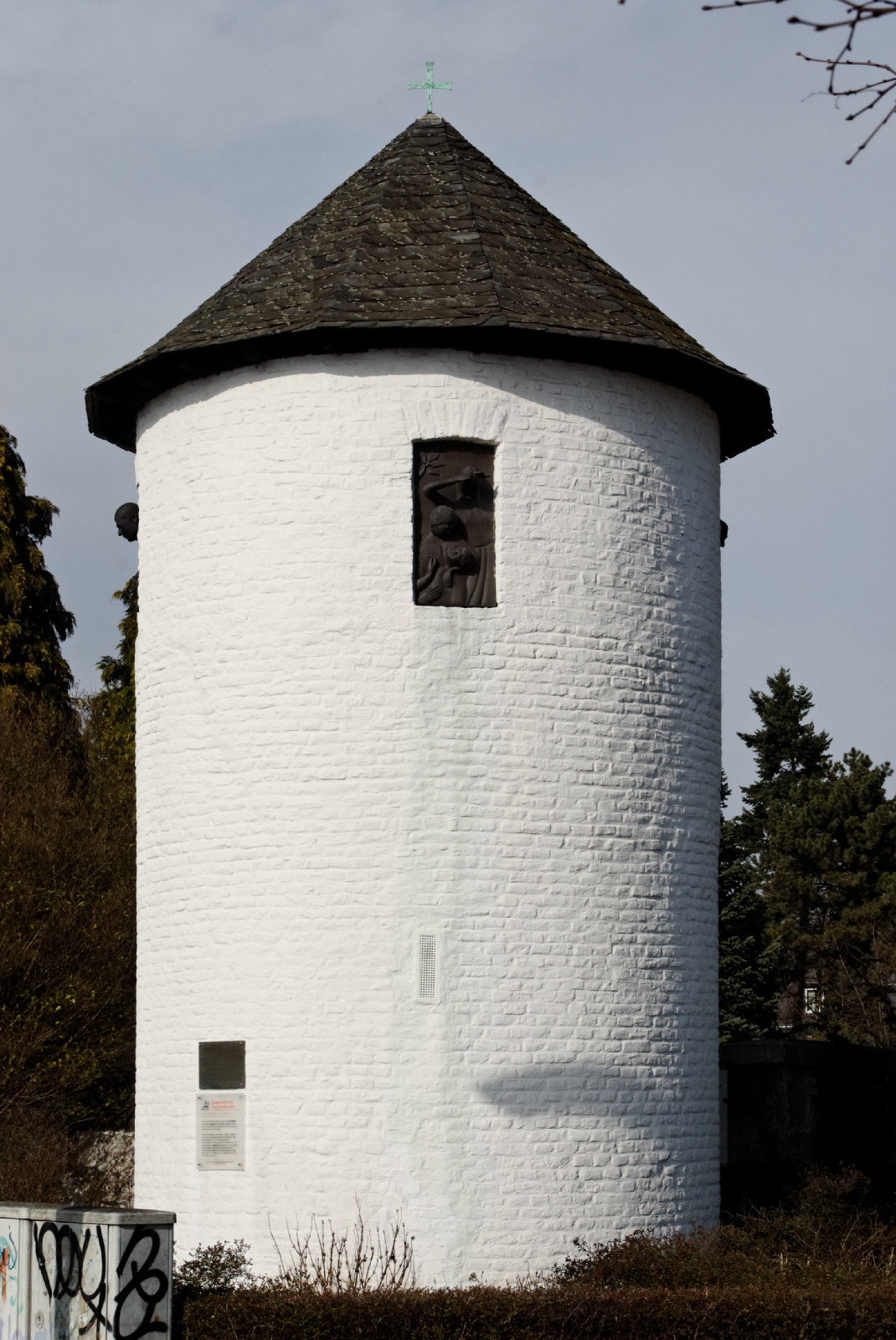
Hungerturm in Düsseltal

Das unter Denkmalschutz stehende Landhaus Mönchenwerth (Niederlöricker Straße 55 in Meerbusch) geht auf die Mönche zurück. In Düsseldorf-Düsseltal erinnern der sog. „Hungerturm“ (Rundturm an der Ecke Fritz-Wüst-Straße / Max-Planck-Straße), sowie zwei Gedenktafeln in der Klopstockstraße (ehemaliger Friedhof) an das Kloster. Die Inschriften lauten: „1716–1804 Trappistenkloster Abtei Düsselthal. Seit 1822 Düsselthaler Anstalten Graf von der Recke-Stiftung“ und: „Hier ruhen die Gebeine der Trappistenväter der Abtei Düsselthal 1716–1804“.